# フアン・ホセ・エステージャ
フアン・ホセ・エステージャ・サラス（Juan José Estella Salas、1956年1月13日 - ）は、スペイン・カタルーニャ州サン・ファリウ・ダ・リュブラガート出身の元サッカー選手。現役時代のポジションはMF。元スペイン代表。

## 経歴
1977年、FCバルセロナBからレンタル移籍していたコルドバCFでプロデビュー。レンタルバック後の1979年9月9日、レアル・サラゴサとのリーグ戦でFCバルセロナのトップチームデビューを果たし、1981-82シーズンにはレギュラーとしてプレーしてUEFAカップウィナーズカップ優勝に貢献した。1987年に病気であった父親の看病をするため現役を引退。プロ選手としてプリメーラ・ディビシオンにて通算114試合10得点を記録した。
1982年3月24日、ウェールズ代表との親善試合にてスペイン代表初出場を記録した。

## タイトル

### クラブ
FCバルセロナ
- コパ・デル・レイ : 2回 (1980-81, 1982-83)
- コパ・デ・ラ・リーガ : 1回 (1982-83)
- UEFAカップウィナーズカップ : 1回 (1981-82)